# Phrurotimpus mormon xanthus
Phrurotimpus mormon là một phân loài nhện trong họ Phrurolithidae.
Loài này thuộc chi Phrurotimpus. Phrurotimpus mormon xanthus được Ralph Vary Chamberlin & Wilton Ivie miêu tả năm 1935.